# South San Francisco
South San Francisco – miasto w Stanach Zjednoczonych, w stanie Kalifornia, w hrabstwie San Mateo.

## Miasta partnerskie
- Atotonilco El Alto, Meksyk
- Kishiwada, Japonia
- Lucca, Włochy
- Pasig, Filipiny
- Saint-Jean-Pied-de-Port, Francja